# Estádio da Chácara das Camélias
O Estádio da Chácara das Camélias foi um dos principais estádios de futebol da cidade de Porto Alegre, Rio Grande do Sul, inaugurado em 1923 pelo Fussball Club Porto Alegre.

## História
O estádio foi construido com madeira, e foi palco de jogos importantes, entre eles diversos Grenais. Com a má situação do financeira do clube, o local foi vendido para o Nacional Atlético Clube, em 1942.
Logo a seguir, em 1944, o Porto Alegre foi extinto. O estádio da Chácara das Camélias manteve-se como sede do Nacional até 1958, quando este também foi extinto. A área permaneceu relativamente abandonada até metade da década de 1970, quando foi vendida.
Hoje, no local existe uma escola, a Escola Estadual de Ensino Médio Infante Dom Henrique, e um supermercado.